# Trioza oleariae
Trioza oleariae är en insektsart som beskrevs av Walter Wilson Froggatt 1903. Trioza oleariae ingår i släktet Trioza och familjen spetsbladloppor. Inga underarter finns listade i Catalogue of Life.